# Ischnopteris prognata
Ischnopteris prognata là một loài bướm đêm trong họ Geometridae.